# Charge et roule

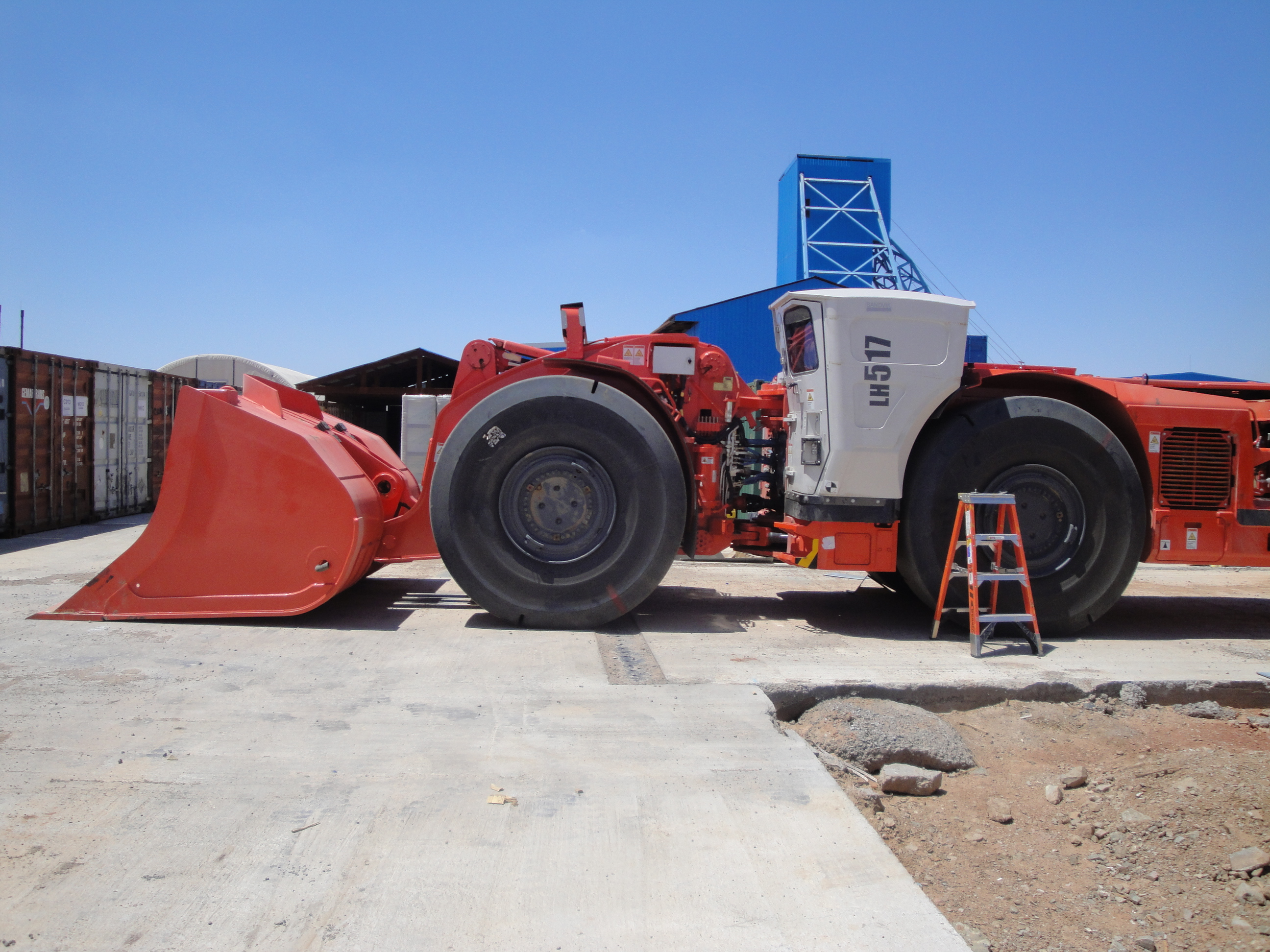
Chargeuse Sandvik LH 517 de 2008, charge utile 17,2 t, poids opérationnel 44 t.

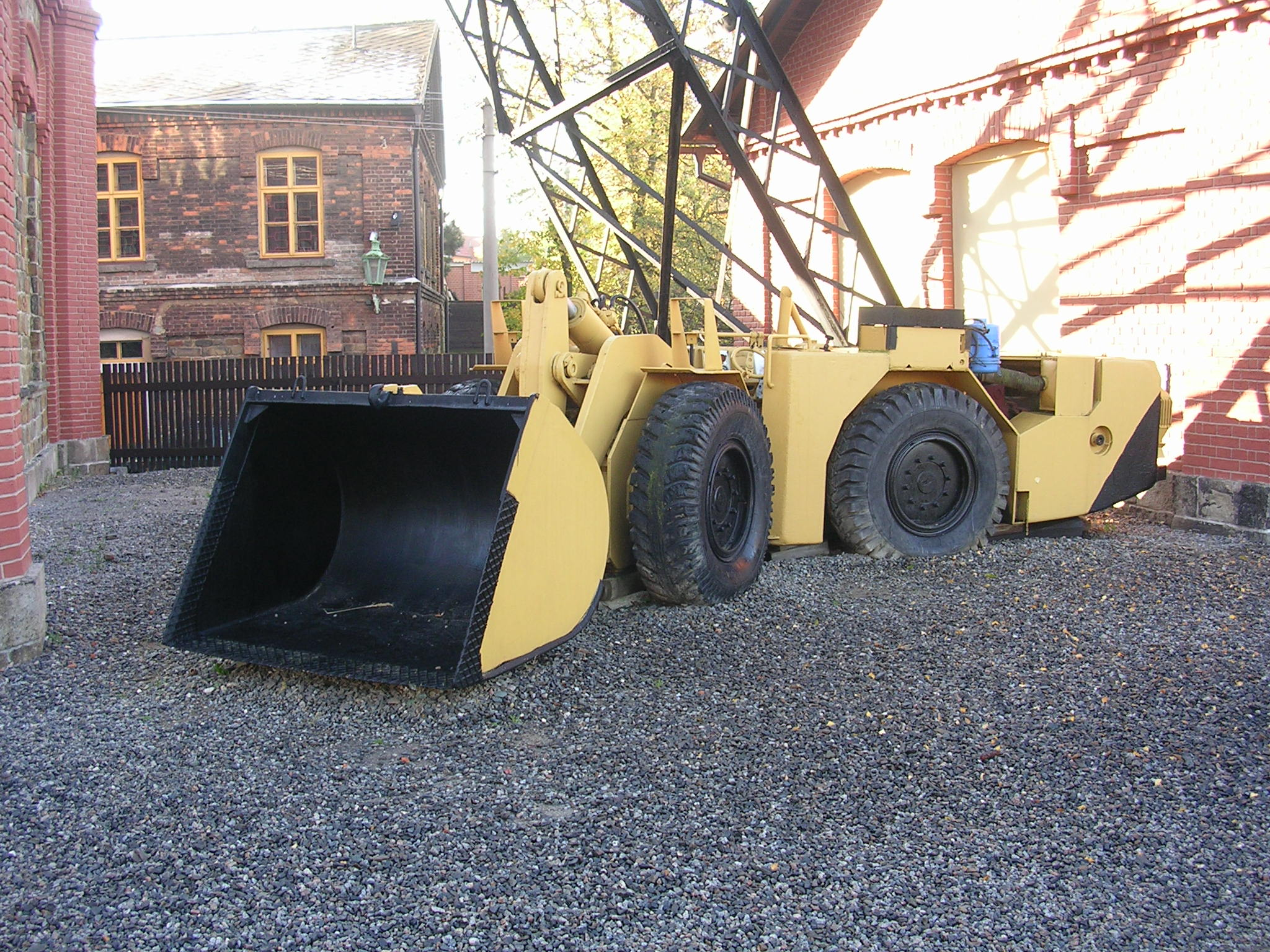
Petit chargeur au musée minier de Příbram.

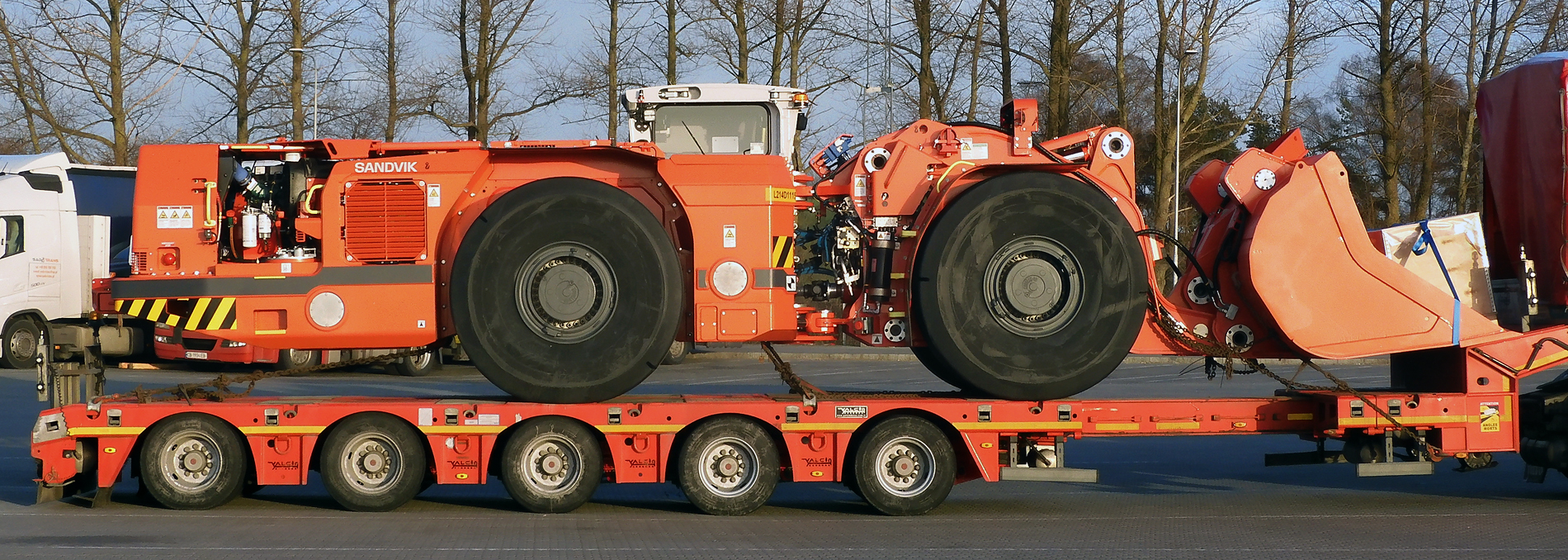
Chargeur Sandvik LH 514.

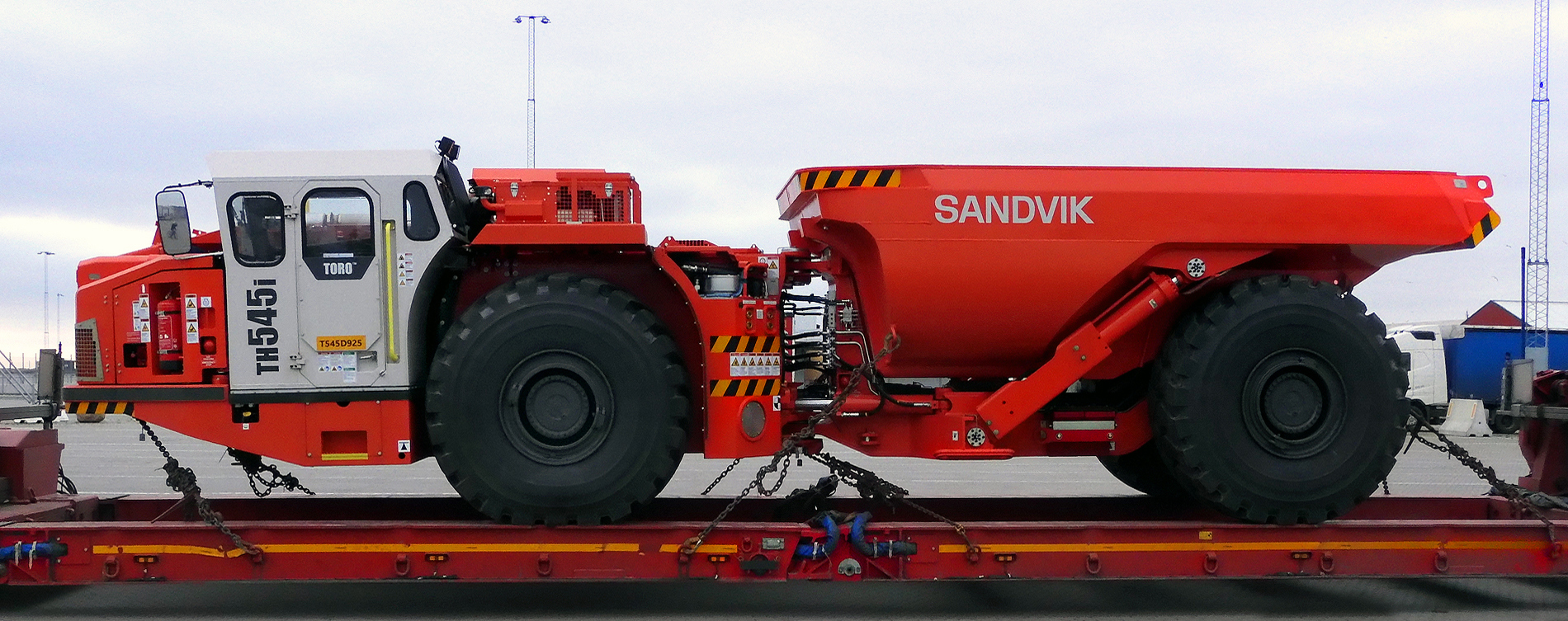
Sandvik TH 545i.

Un charge et roule ou chargeur souterrain (également LHD de l'anglais pour Load-Haul-Dump ou Scooptram) est une machine qui est utilisée dans l'exploitation minière souterraine pour remplir et transporter des déblais sur des distances relativement courtes. Typiquement, le chargeur est utilisé dans les travaux d'excavation partielle pour ramasser les déblais qui se trouvent dans le fond et les amener vers les sorties les plus proches La distance de déplacement des déblais est généralement inférieure à deux cents mètres.

## Structure et fonction
Les chargeuses souterraines sur pneus se composent d'un châssis dans lequel sont intégrés tous les éléments de propulsion. Le véhicule a un châssis à pneus en caoutchouc. Les véhicules sont équipés d'une transmission intégrale. La flèche du godet avec le godet du chargeur est montée sur le châssis avant. Les véhicules sont équipés d'une direction articulée, ce qui signifie que les véhicules ont un petit rayon de braquage. La cabine du conducteur est positionnée très bas sur le côté, derrière la direction articulée. La porte de la cabine est plus grande que la moyenne des chargeurs modernes, ce qui facilite grandement l'entrée et la sortie. Pour empêcher le chargeur de se déplacer de lui-même, un circuit de sécurité verrouille tous les systèmes lorsque la porte du conducteur est ouverte. La direction ne peut plus être actionnée, la flèche du godet est verrouillée et les systèmes de freinage sont mis en position de stationnement. Le siège du conducteur est soit disposé transversalement au sens de la marche, soit pivotant. Ainsi, l'opérateur peut voir l'itinéraire aussi bien en marche avant qu'en marche arrière. Dans les chargeuses à siège conducteur pivotant, la charge sur la colonne cervicale du conducteur est nettement inférieure à celle des sièges rigides. Dans certaines mines, des chargeurs semi-automatiques et entièrement automatiques sont également utilisés. Avec ces systèmes, les débris sont ramassés à distance par un opérateur assis dans une salle de contrôle. Une fois le chargement terminé, le chargeur entraîne automatiquement la ligne vers le rouleau et le ramène au site minier. Là, le chargeur attend que l'opérateur intervienne pour reprendre le tas. Avec ces systèmes, un opérateur peut conduire jusqu'à trois chargeurs en même temps.

## Puissance et propulsion

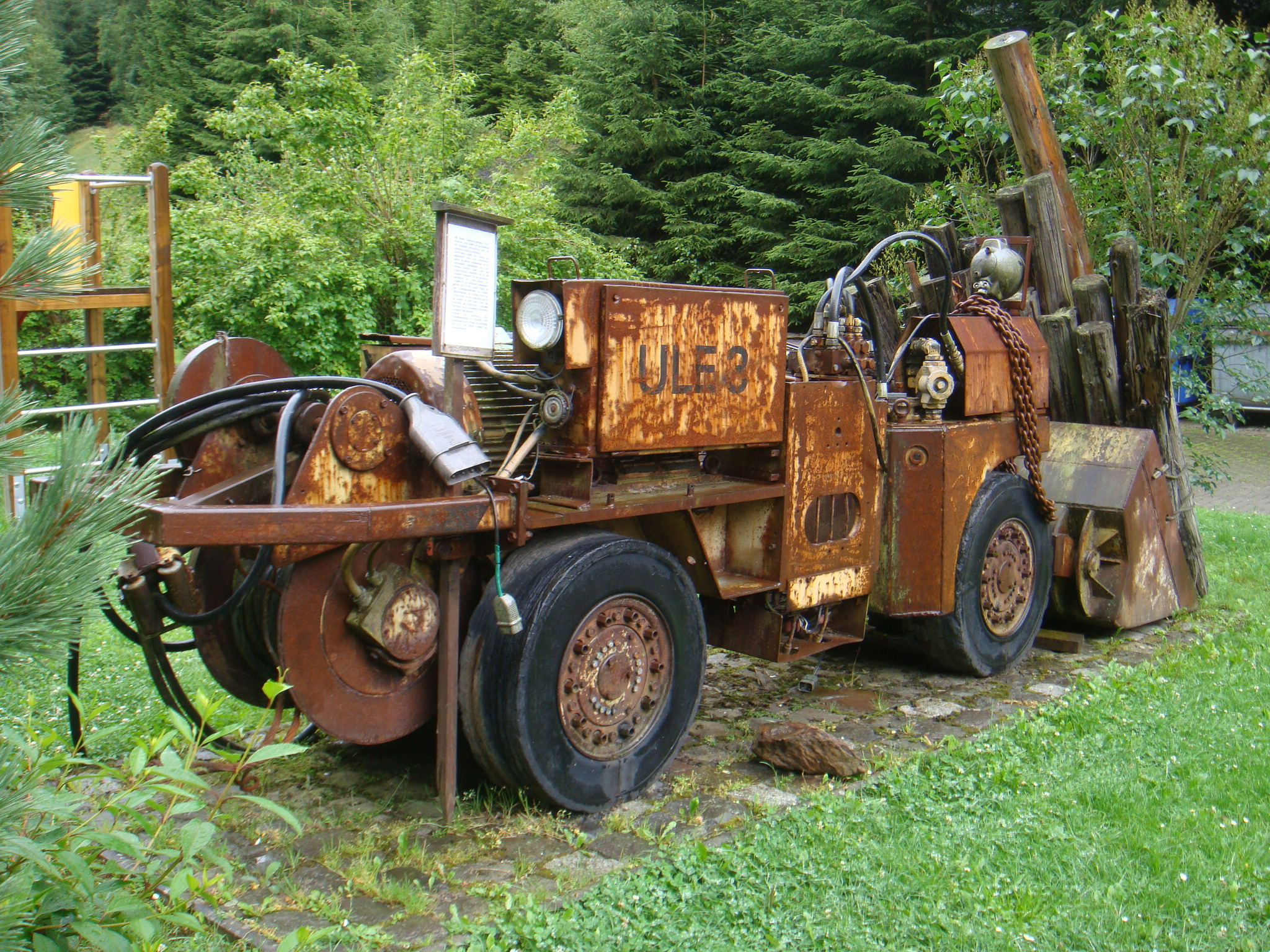
Chargeur électrique ULE3.

Le chargeur est entraîné soit par un moteur diesel, soit par un moteur électrique. Des moteurs diesel turbocompressés d'une puissance de 187 à 320 kW sont utilisés dans les chargeuses diesel. On utilise aussi bien des moteurs refroidis par air que par eau. L'entraînement avec un moteur diesel est le type d'entraînement le plus courant pour les chargeuses. La chargeuse est ainsi disponible à volonté et peut être déplacée sur n'importe quelle distance. L'inconvénient est la pollution des gaz d'échappement. Les chargeuses souterraines électriques sont alimentées en énergie électrique par un câble d'alimentation de 250 m de long. Ils ont une puissance allant jusqu'à 250 kW. Le câble d'alimentation est enroulé sur un tambour de câble à l'arrière du véhicule. L'enroulement du câble est contrôlé par microprocesseur dans les chargeurs modernes. Ainsi, le câble est toujours enroulé de manière optimale. S'il existe un risque de rouler sur le câble traînant lors d'une marche arrière, la chargeuse est immédiatement arrêtée. Cependant, en raison de la longueur du câble, les chargeurs électriques n'ont qu'un rayon d'action limité.

## Dimensions et caractéristiques
Les LHD ont une hauteur réduite afin de pouvoir circuler dans les galeries. Les petites chargeuses ont une hauteur de 1,8 m, une largeur de 1,22 m et une longueur de 5 m. Les plus grandes chargeuses mesurent jusqu'à 2,3 m de haut, 4 m de large et 12,93 m de long. La hauteur du compartiment moteur est inférieure à 2 m pour ces chargeurs. Les petits chargeurs ont un poids de 10 t, avec des chargeurs plus gros, cela peut aller jusqu'à 58,5 t. Selon la taille de la chargeuse, le volume du godet est compris entre 2 et 10 m3. En conséquence, la charge utile des petites chargeuses est de 1,5 t. Pour les gros chargeurs, la charge utile est de 20 t. Selon l'état de la route, les chargeuses peuvent atteindre des vitesses allant jusqu'à 30 km/h, même avec un godet chargé. Par conséquent, les chargeurs peuvent également être utilisés efficacement sur une distance allant jusqu'à 500 m. Les LHD sont également fabriqués en version protégée contre les coups de grisou.